# IJsland op de Olympische Zomerspelen 1992
IJsland nam deel aan de Olympische Zomerspelen 1992 in Barcelona, Spanje. Het land won opnieuw geen medailles. Vlaggendrager was opnieuw judoka Bjarni Friðriksson, winnaar van de olympische bronzen medaille bij de Zomerspelen in Los Angeles (1984).

## Deelnemers en resultaten

### Atletiek
| Olympiër              | Discipline       | Resultaat | Prestatie                                                    |
| --------------------- | ---------------- | --------- | ------------------------------------------------------------ |
| Pétur Guðmundsson     | kogelstoten (m)  | 14e       | kwalificatie groep B: 7de met 19,15m                         |
| Vésteinn Hafsteinsson | discuswerpen (m) | 11e       | kwalificatie groep B: 6de met 60,20m finale: 11de met 60,06m |
| Siggi Einarsson       | speerwerpen (m)  | 5e        | kwalificatie groep A: 6de met 79,50m finale: 5de met 80,34m  |
| Einar Vilhjálmsson    | speerwerpen (m)  | 14e       | kwalificatie groep B: 7de met 78,70m                         |

### Badminton
| Olympiër                                 | Discipline     | Resultaat | Prestatie                                         |
| ---------------------------------------- | -------------- | --------- | ------------------------------------------------- |
| Broddi Kristjánsson                      | enkelspel (m)  | 14e       | 1ste ronde: V van THA Chiangta: 2-15, 12-15       |
| Árni Þór Hallgrímson Broddi Kristjánsson | dubbelspel (m) | 14e       | 1ste ronde: V van HKG Chan/Ng: 15-12, 6-15, 12-15 |
|                                          |                |           |                                                   |
| Elsa Nielsen                             | enkelspel (v)  | 14e       | 1ste ronde: V van IND Bisht: 3-11, 0-11           |

### Handbal
| Olympiër | Discipline | Resultaat | Prestatie |
| --- | ---------- | --------- | --- |
| Gunnar Andrésson Bergsveinn Bergsveinsson Sigurður Bjarnason Héðinn Gilsson Valdimar Grímsson Gunnar Gunnarsson Guðmundur Hrafnkelsson Patrekur Jóhannesson Júlíus Jónasson Konráð Ólavsson Birgir Sigurðsson Einar Sigurðsson Jakob Sigurðsson Geir Sveinsson | mannen     | 4e        | groep A: 2de W van Brazilië: 19-18 G van Tsjecho-Slowakije: 16-16 W van Hongarije: 22-16 W van Zuid-Korea: 26-24 V van Zweden: 18-25 halve finale: V van EUN: 19-23 bronzen finale: V van Frankrijk: 20-24 |

| Groep A |                   |             |             |             |             |            |            |            |        |
| #       | Land              | Wedstrijden | Wedstrijden | Wedstrijden | Wedstrijden | Doelpunten | Doelpunten | Doelpunten | Punten |
| #       | Land              | G           | W           | G           | V           | V          | T          | Saldo      | Punten |
| 1       | Zweden            | 5           | 5           | 0           | 0           | 120        | 86         | +34        | 10     |
| 2       | IJsland           | 5           | 3           | 1           | 1           | 101        | 99         | +2         | 7      |
| 3       | Zuid-Korea        | 5           | 3           | 0           | 2           | 114        | 117        | -3         | 6      |
| 4       | Hongarije         | 5           | 2           | 0           | 3           | 102        | 108        | -6         | 4      |
| 5       | Tsjecho-Slowakije | 5           | 1           | 1           | 3           | 94         | 92         | +2         | 3      |
| 6       | Brazilië          | 5           | 0           | 0           | 5           | 96         | 125        | -29        | 0      |

| Ronde          | Datum     | Plaats            | Land  | Score      | Land |
| -------------- | --------- | ----------------- | ----- | ---------- | ---- |
| Groepsfase     |           |                   |       |            |      |
| 27 juli        | Barcelona | IJsland           | 19-18 | Brazilië   |      |
| 29 juli        | Barcelona | Tsjecho-Slowakije | 16-16 | IJsland    |      |
| 31 juli        | Barcelona | IJsland           | 22-16 | Hongarije  |      |
| 2 augustus     | Barcelona | IJsland           | 26-24 | Zuid-Korea |      |
| 4 augustus     | Barcelona | Zweden            | 25-18 | IJsland    |      |
| Halve finale   |           |                   |       |            |      |
| 6 augustus     | Barcelona | IJsland           | 19-23 | EUN        |      |
| Bronzen finale |           |                   |       |            |      |
| 8 augustus     | Barcelona | IJsland           | 20-24 | Frankrijk  |      |

### Judo
| Olympiër                | Discipline | Resultaat | Prestatie                                             |
| ----------------------- | ---------- | --------- | ----------------------------------------------------- |
| Freyr Gauti Sigmundsson | -78kg (m)  | 34e       | 1ste ronde: V van MGL Dorjbat: ippon                  |
| Bjarni Friðriksson      | -95kg (m)  | 21e       | 1ste ronde: vrij 2de ronde: V van FRA Traineau: ippon |
| Sigurður Bergmann       | +95kg (m)  | 21e       | 1ste ronde: V van CUB Moreno: waza-ari                |

### Schietsport
| Olympiër       | Discipline             | Resultaat | Prestatie                                              |
| -------------- | ---------------------- | --------- | ------------------------------------------------------ |
| Carl Eiríksson | 50m geweer liggend (m) | 34e       | kwalificatie: 50ste met 583 punten (96-97-98-98-99-95) |

### Zwemmen
| Olympiër                 | Discipline          | Resultaat | Prestatie               |
| ------------------------ | ------------------- | --------- | ----------------------- |
| Helga Sigurðardóttir     | 50m vrije slag (v)  | 24e       | serie 4: 7de in 27,94   |
| Helga Sigurðardóttir     | 100m vrije slag (v) | 40e       | serie 2: 6de in 1.00,29 |
| Ragnheiður Runólfsdóttir | 100m schoolslag (v) | 19e       | serie 6: 7de in 1.12,14 |
| Ragnheiður Runólfsdóttir | 200m schoolslag (v) | 27e       | serie 2: 3de in 2.37,42 |

Albanië · Algerije · Amerikaanse Maagdeneilanden · Amerikaans-Samoa · Andorra · Angola · Antigua en Barbuda · Argentinië · Aruba · Australië · Bahama's · Bahrein · Bangladesh · Barbados · België · Belize · Benin · Bermuda · Bhutan · Bolivia · Bosnië en Herzegovina · Botswana · Brazilië · Britse Maagdeneilanden · Bulgarije · Burkina Faso · Canada · Centraal-Afrikaanse Republiek · Chili · China · Chinees Taipei · Colombia · Congo-Brazzaville · Cookeilanden · Costa Rica · Cuba · Cyprus · Denemarken · Djibouti · Dominicaanse Republiek · Duitsland · Ecuador · Egypte · El Salvador · Equatoriaal-Guinea · Estland · Ethiopië · Fiji · Filipijnen · Finland · Frankrijk · Gabon · Gambia · Gezamenlijk team · Ghana · Grenada · Griekenland · Groot-Brittannië · Guam · Guatemala · Guinee · Guyana · Haïti · Honduras · Hongarije · Hongkong · Ierland · IJsland · India · Indonesië · Irak · Iran · Israël · Italië · Ivoorkust · Jamaica · Japan · Jemen · Jordanië · Kaaimaneilanden · Kameroen · Kenia · Koeweit · Kroatië · Laos · Lesotho · Letland · Libanon · Libië · Liechtenstein · Litouwen · Luxemburg · Madagaskar · Malawi · Malediven · Maleisië · Mali · Malta · Marokko · Mauritanië · Mauritius · Mexico · Monaco · Mongolië · Mozambique · Myanmar · Namibië · Nederland · Nederlandse Antillen · Nepal · Nicaragua · Nieuw-Zeeland · Niger · Nigeria · Noord-Korea · Noorwegen · Oeganda · Oman · Oostenrijk · Pakistan · Panama · Papoea-Nieuw-Guinea · Paraguay · Peru · Polen · Portugal · Puerto Rico · Qatar · Roemenië · Rwanda · Saint Vincent‑Grenadines · Salomonseilanden · Samoa · San Marino · Saoedi-Arabië · Senegal · Seychellen · Sierra Leone · Singapore · Slovenië · Soedan · Spanje · Sri Lanka · Suriname · Swaziland · Syrië · Tanzania · Thailand · Togo · Tonga · Trinidad en Tobago · Tsjaad · Tsjecho-Slowakije · Tunesië · Turkije · Uruguay · Vanuatu · Venezuela · Verenigde Arabische Emiraten · Verenigde Staten · Vietnam · Zaïre · Zambia · Zimbabwe · Zuid-Afrika · Zuid-Korea · Zweden · Zwitserland · Onafhankelijke olympische deelnemers